# Mouilleron-en-Pareds

Mouilleron-en-Pareds este o comună în departamentul Vendée, Franța. În 2009 avea o populație de 1,280 de locuitori.

## Personalități născute aici
- Georges Clemenceau (1841 - 1929), politician, premier;
- Jean de Lattre de Tassigny (1889 - 1952), Mareșal al Franței.